# Adalberto Cavalcanti
Adalberto Cavalcanti Rodrigues (Juazeiro, 10 de fevereiro de 1958) é um administrador e político brasileiro.
Foi prefeito de Afrânio no sertão pernambucano por dois mandatos consecutivos (em 2000 e 2004) logo em seguida Deputado Estadual de Pernambuco, em 2010, com 42.751 votos pelo PHS. Nas eleições de 2014 foi eleito Deputado Federal por Pernambuco com 99.912 votos, sendo o candidato mais votado do Sertão pernambucano daquele pleito.
Foi eleito deputado federal em 2014, para a 55.ª legislatura (2015-2019), pelo PTB. Como deputado, votou contra a admissibilidade do processo de impeachment de Dilma Rousseff. Já durante o Governo Michel Temer, votou a favor da PEC do Teto dos Gastos Públicos. Em abril de 2017 foi favorável à Reforma Trabalhista. Em agosto de 2017 votou contra o processo em que se pedia abertura de investigação do presidente Michel Temer, ajudando a arquivar a denúncia do Ministério Público Federal.
Nas eleições de 2016 disputou a prefeitura de Petrolina, mas acabou ficando em quarto lugar, numa eleição vencida pelo deputado estadual Miguel Coelho.
Em 2018 foi candidato ao cargo de Deputado Federal, obtendo 37.369 ou 0,89% dos votos válidos, mas não foi eleito. Já em 2020, foi candidato ao cargo de prefeito na cidade de Afrânio, obtendo 5.288 ou 37,36% votos sendo derrotado por Rafael Cavalcanti, que obteve 8.867 ou 62,64% votos.